# Доброшув (Стшелінський повіт)
Доброшув (пол. Dobroszów, нім. Dobrischau) — село в Польщі, у гміні Пшеворно Стшелінського повіту Нижньосілезького воєводства.
Населення — 92 особи (2011).
У 1975-1998 роках село належало до Валбжиського воєводства.

## Демографія
Демографічна структура станом на 31 березня 2011 року:
|          | Загалом | Допрацездатний вік | Працездатний вік | Постпрацездатний вік |
| -------- | ------- | ------------------ | ---------------- | -------------------- |
| Чоловіки | 47      | 9                  | 30               | 8                    |
| Жінки    | 45      | 11                 | 18               | 16                   |
| Разом    | 92      | 20                 | 48               | 24                   |